# 98-й стрелковый корпус
98-й стрелковый корпус (98 ск) — общевойсковое оперативно-тактическое соединение (стрелковый корпус) РККА СССР во время Великой Отечественной войны.

## История

### Формирование
Формирование управления корпуса проходило в период с 1.10 по 15.10 1943 года в городе Коломна в составе Московского военного округа, в составе 942 отдельного батальона связи, 927 отдельного саперного батальона, 364 полевой авторемонтной базы, 2888 военно-почтовой станции,, отдельной батареи командующего артиллерией корпуса.
В действующей армии 23.12.1943-30.09.1944 г.г. и с 16.10.1944-09.05.1945 г.г.
До 7.11.43 года штаб корпуса занимался подготовкой с задачей отработки функциональных обязанностей, взаимодействия между отделами с целью сделать штаб способным к управлению войсками в бою.
7.11.43 г. управление передислоцировано в район г. Ржев. В командование корпусом вступил генерал-майор Якунин Н. П., начальником штаба назначен полковник Бабахин Н. И., начальником политотдела Кириченко Я. Н..
27.12.43 г. управление вошло в подчинение 6-й Гвардейской армии 2 Прибалтийского фронта. Состав корпуса: 1-я стрелковая дивизия и 185-я стрелковая дивизия, занимавшие оборону севернее г. Невель.

### 1944 год
31.12.43 г. части 98-го корпуса перешли в наступление на левом фланге 6-й гв. армии 2-го Прибалтийского фронта севернее г. Невель. Наступление развивалось успешно, несмотря на некомплект личного состава в дивизиях, упорную оборону противника. С 31.12 43 г. по 6.1.44 года корпус прорвал немецкую оборону, с боями продвинулся на 33 км, освободил 148 населенных пунктов и 2 железнодорожных разъезда. 6.1.44 года на достигнутом рубеже остановил наступление и перешёл к обороне.
Ленинградско — Новгородская операция
Корпус принял участие в Ленинградско — Новгородской операции, проводившейся 14 января — 1 марта 1944 г. в составе Ленинградского фронта. В корпус вошли 53-я гвардейская стрелковая дивизия, 326-я стрелковая дивизия и 245-я стрелковая дивизия.
9.2.44 г. по приказу Командования корпус в составе 42-й армии выступил на марш в район Подол, 64 км юго-восточнее г. Гдов, пройдя по зимним дорогам более 250 км, 19.2.44 г. сходу развернулся для боя на рубеже Княжицы. Перейдя в наступление, сломив сопротивление противника, части корпуса поставили под угрозу пути отхода отступающего из района Луга на Псков противника.
За месяц тяжёлых наступательных боёв части корпуса прошли с боями 110 км, освободили 140 населённых пунктов.
К 18.3 44 г., продолжая наступление, части корпуса вышли к подготовленному долговременному оборонительному рубежу немцев, окружавшему г. Псков.
30.3.44 года части корпуса перешли в наступление, постепенно, с крайне тяжёлыми боями, последовательно овладевали опорными пунктами Селюгино (Псковский район), Летово, которые по 4 раза за сутки переходили из рук в руки.
В результате 6-дневных тяжёлых боёв части корпуса прорвали передний край обороны противника и овладели опорными пунктами Подворье, Летово, Стремянка, нанесли потери противнику.
7.4.44 г. части корпуса вышли из боя и перешли в резерв Ленинградского фронта. 10.4.44 года дивизии перешли в подчинение 67 армии. 27-30.4.44 г. управление корпуса передислоцировано в район Сельцы (12 км от Ленинграда).
10.5.44 г. командиром корпуса назначен генерал-майор Анисимов.
В мае — начале июня 1944 г. корпус проводил боевую подготовку и учебу по прорыву долговременных оборонительных рубежей и наступлению в лесисто-болотистой местности.
Выборгская операция Ленинградского фронта 
В июне- июле 1944 года корпус участвует в Выборгской наступательной операции Ленинградского фронта, а затем в продолжении Выборгской операции — сражение на Вуоксе (река Вуокса), также называемое бои за Вуосалми, в составе 23 армии.
На 11.6.44 года в состав корпуса входили 177-я стрелковая дивизия, 281-я стрелковая дивизия, 381-я стрелковая дивизия.
11.6.44 года корпус с рубежа реки Сестра, с боями с финскими арьергардами, прорвал первый рубеж обороны в районе Хартонен, высота 164 и частями 281 и 381 сд вышел на вторую главную долговременную линию обороны (линия VT) в районе Сийранмяки (не существующей в настоящее время деревни, находится недалеко от посёлка Первомайское (до 1948 г. посёлок Первомайское назывался Кивеннапа), Выборгский район (Ленинградская область), высота 171.0 . Линия имела в этом районе сеть  железобетонных долговременных огневых точек (ДОТ), 4-5 рядов бетонных надолб («Зубы дракона»), поля минирования, три линии траншей и ОТ (огневых точек), имевшей в предполье 4 ряда проволочных заграждений.
Узел обороны  Сийранмяки являлся ключевым на этом участке.
98 ск действует на направлении главного удара 23-й армии (Сражение за Сийранмяки). 14.6.44 года части корпуса с частями усиления  после 50-минутной артподготовки начинают штурм узла обороны противника. Завязались упорные бои,  14.6.1944 г. части корпуса почти полностью овладели основной высотой 171.0 опорного пункта Сийранмяки.  Финны, пытаясь вернуть утраченные позиции,  под прикрытием артогня вплотную подходили к траншеям, но артогнём , автоматно – пулемётным огнем и гранатами отбрасывались, 14.6.1944 г. 1062-й и 1064-й сп  281-й сд корпуса  отбили 6 контратак противника,  введенный в бой 15.6.1944 года  483-й  сп 177-й сд только за 4 часа боя отбил 8 контратак. Дальнейшее продвижение частей корпуса сдерживалось упорно оборонявшимся противником, воевавшим в знакомой и заранее пристрелянной местности.  Потери частей 98 стрелкового корпуса  на  17.6.44 г. составили убитыми 788 человек, ранеными  2832 человека . Утром 16.6.44 года измотанные  финские части, так же понёсшие значительные потери,  начали отвод войск на третий оборонительный рубеж на  реке Вуокса. 177 сд и  танковые части усиления начали преследование отходящего на север противника,  узел сопротивления был полностью очищен.
Бои за Сийранмяки в ряду (Сражение при Куутерселькя, Сражение при Тали — Ихантала, Сражение на Вуоксе) самых тяжёлых сражений на Карельском перешейке летом 1944 г.
С боями к 21.6.44 г. части корпуса вышли на рубеж гряды Яюряпяя (в районе посёлка Барышево Выборгского района Ленинградской области) на берегу реки Вуокса. 20.6.44 г. в состав корпуса передана 92-я стрелковая дивизия.
В Приказе Верховного Главнокомандующего № 113 от 21 июня 1944 г. Маршалу Советского Союза Говорову Об овладении городом и крепостью Выборг отмечены войска генерал-майора Анисимова.
381 сд 98 ск, отличившейся при прорыве финской обороны на Карельском перешейке, присвоено почётное наименование Ленинградская и она была награждена Орденом Красного Знамени.
После 20.6.44 г. темп наступления снизился, сказались получение противником резервов, характер местности, сложный для наступления (Сражение на Вуоксе), и первоначальная недооценка командованием противника . После стремительного прорыва за 10 дней 2-х финских долговременных оборонительных линий, строившихся 3 года, которые финны считали неприступными и Выборгской катастрофы — оставления финскими войсками почти без боя крупного города — командование наступавших считало противника деморализованным, что не соответствовало действительности. Командование 23 армии приказало 98 ск сходу зачистить высоты гряды Яюряпяя на правом берегу реки Вуокса. Командование корпуса выделило для наступления только 281 сд, понесшую потери в боях за Сийранмяки. 21.6.44 года дивизия пошла в наступление без поддержки танков. Эффективность огня артиллерии наступавших частей резко снизилась из- за большого количества природных валунов, каждый из которых мог стать ДОТ. Артиллерией корпуса за период активных боевых действий в июне 44 г.(с 11.6 по 30.6. 44 г.)  израсходовано 182962 снарядов и мин всех калибров . Упорные бои 98 ск и 6 стрелкового корпуса в межозерном дефиле продолжались с 20.6.44 года до начала июля 44 г..
Неоднократные попытки сбить противника с предмостного укрепления на реке Вуоксе и пробить его оборону на межозерных дефиле успеха не имели. Финские войска продолжали удерживать занятые ими рубежи.
С 4.7 по 7.7 1944 года частями 98 стрелкового корпуса (281 стрелковой дивизией, 381 стрелковой дивизией и 22-м стрелковым полком 92 стрелковой дивизии) с частями усиления был ликвидирован финский плацдарм на правом (южном) берегу реки Вуокса около поселка Барышево (Пааккола) с главными узлами обороны на высотах гряды Яюряпяя 44.5 Северная, 44.5 Южная.
Бои носили ожесточенный характер, высота 44.5 Южная переходила из рук в руки. Только за 5.7.44 г. финскими артдивизионами было выпущено 5500 снарядов и мин. Потери финских войск по оценкам 98 ск убитыми составили 1600 человек, взяты в плен 210.
Из интервью с ветераном Великой Отечественной войны медицинской сестрой 92-й стрелковой дивизии Золотницкой Евгенией Борисовной. Запись интервью Б. Иринчеев
.

Перед самой переправой через Вуокси я была свидетельницей ужасной картины — когда финны открыли огонь по своим же. Финны старались удержать плацдарм на высотах на южном берегу Вуокси, но наши сильно на них давили. И в одну из ночей наши пошли в атаку. Финны не ожидали, у них началась паника, солдаты бросали оружие, срывали форму и кидались в Вуокси в одном нижнем белье или голыми. А с того берега по ним ударили свои же, из пулеметов. Это было страшно. На том берегу видели, что это финны, свои. Вообще весь южный берег был усыпан телами убитых финнов, они лежали везде.
…Войну мы закончили в Польше, там уже полегче было.
В результате 15-дневных наступательных боёв корпус прорвал две долговременные оборонительные полосы, продвинулся на 75 км, ликвидировал плацдарм противника на правом берегу Вуоксы и освободил 424 населённых пункта.
15.7.44 г. 98 ск в составе 381, 177 и 281 сд с занимаемым рубежом обороны от Ниэмеля до озера Кокон-селькя перешёл в подчинение 21 армии.
6.9.44 г. после окончания боевых действий с Финляндией 98 ск в составе 142, 281 и 381 сд к 30.10 44 г. передислоцирован в район г. Острув-Мазовецка (Польша), где в составе 2-й ударной армии вошел в состав 2-го Белорусского фронта.

### 1945 год
В 1945 году 98 стрелковый корпус в составе 2-й ударной армии (командующий армией генерал-полковник Федюнинский) 2-го Белорусского фронта (Командующий фронтом Маршал Рокоссовский) участвовал в Восточно-Прусской операции (13 января 1945 г. — 25 апреля 45 г.), её составной части Млавско-Эльбингской операции, в Восточно — Померанской операции (10 февраля 1945 г.- 4 апреля 1945 г.).

Насыпная траншея немецкого Млавского узла сопротивления (1945 г.). Из альбома фотоснимков к докладу о боевых действиях 5-й гвардейской танковой армии

Дот немецкого Млавского узла сопротивления (1945 год). Из альбома фотоснимков к докладу о боевых действиях 5-й гвардейской танковой армии

С 19.12 44 г. до 4.1.45 г. командование корпуса проводило рекогносцировку прорыва и наступления корпуса севернее города Пултуск, подготовка проводилась скрытно, боевая документация отрабатывалась строго ограниченным количеством офицеров.
Участок наступления корпуса составлял 10 км, фронт прорыва 3 км, плотность артиллерии на фронте прорыва корпуса составила 990 стволов всех калибров.
На 2 х рубежах обороны противником были подготовлены 2-3 линии траншей полного профиля, ДОТы. Между основными рубежами проходили промежуточные рубежи, состоявшие их 2-3 линий траншей. По всему фронту был противотанковый ров.
14.1.45 г. артиллерия корпуса начала артподготовку. Всего за время операции было выпущено 235000 снарядов и мин.
На 15-й минуте артподготовки штурмовые батальоны 142 и 381 сд перешли в атаку и взяли первую траншею противника. В 11.15 началась общая атака, части корпуса заняли вторую и третью траншеи. Завязались ожесточённые бои, корпус продолжал наступление, отбив 4 контратаки. В ночь на 15.1. гитлеровские войска, подтянув 7-ю танковую дивизию, перешли в контрнаступление, проведя три контратаки силами 60 и 40 танков. Особенно тяжелые бои завязались за Тшцинец, который 3 раза переходил из рук в руки. Части корпуса подбили 27 танков и снова заняли этот населённый пункт. 15.1. 45 г. части корпуса перешли в атаку по всему фронту и начали преследование отходящих частей противника. В ночь на 16.1. были введены в бой ночные батальоны. В 3.00. части 281 сд заняли г. Пултуск.
Продолжая преследовать противника, части корпуса подошли в реке Лыдыня и захватили плацдарм на её западном берегу.
В ходе прорыва и наступления части корпуса разгромили значительное число частей противника, продвинулись вперёд на 97 км, освободили г. Пултуск и 589 других населённых пунктов.
20.1.45 г. корпус переходит в резерв армии.
31.1.45 г. 98 ск в составе 281 и 381 сд получил задачу разбить части противника, прикрывающие г. Эльбинг, и овладеть г. Эльбинг, отсечь тем самым окружённую в Восточной Прусии группировку от основных районов Германии.

Противотанковый ров на подступах к городу Эльбинг (1945 год). Из альбома фотоснимков к докладу о боевых действиях 5-й гвардейской танковой армии.

31.1.45 г. части корпуса с боями, ломая сопротивление немецких войск, начали пробиваться к городу. Гарнизон города составлял 10000 чел. сводных подразделений и разных частей и 4000 чел. из подразделений фольксштурма.
5.2.45 г. 381 сд, обходя город с севера, соединилась с частями 116 ск, тем самым город был окружён. 6.2.45 г. 281 сд ворвалась в юго- восточную часть города. Бои не затихали ни днём, ни ночью. 9.2.45 г. дивизии корпуса, уничтожая гитлеровцев, ворвались в центральную часть города. К 21.00 организованное сопротивление немцев было сломлено. Были нанесены потери противнику и захвачены в плен 3927 солдат и офицеров.
К 1.3.45 г. в корпус входили 142 сд, 381 сд и 37 гвардейская стрелковая дивизия.
1.3.45 г. части корпуса вышли в район Шёнталь, Мокгау с задачей штурма блокированного 2-м Белорусским фронтом в г. Грауденц противника.
Оборона города опиралась на мощные железобетонные сооружения вокруг города и крепость внутри города. В городе — прочные каменные строения, приспособленные к обороне и три городских канала. Общая численность гарнизона более 8000.
В результате штурма, отбив до 14 контратак немецких частей, дивизии корпуса оттеснили части противника в центральную часть города, нанеся ему большие потери и взяв большое число пленных. К 20.00 5.3.45 г. город занят. 6.3.45 г. гарнизон крепости Грауденц во главе с командиром гарнизона генерал-майором Фрикке капитулировал
98 ск, ликвидировав гарнизон Грауденца, приведя в порядок части, 17.3.45 г. частями 381 и 142 сд перешёл в дальнейшее наступление на Диршау, Мариенвердер в направлении на город Данциг. Противник оказывал упорное сопротивление на подготовленных рубежах обороны глубиной до 20 км. В ночь на 28.3.45 г. части 281 сд ворвались в г. Данциг, 30.3.45 г. части корпуса продолжали наступление. В результате 3-х дневного штурма части корпуса к 30.3.45 г. овладели южной, юго- западной и юго- восточной частями города, и к 3.4.45 г. отбросили противника на 6 км от города.
В приказе Верховного Главнокомандующего № 319 от 30 марта 1945 года   Командующему войсками  2-го Белорусского фронта Маршалу Советского Союза Рокоссовскому, Начальнику штаба фронта  Генерал-полковнику Боголюбову   сказано:
«Войска 2-го Белорусского фронта завершили разгром данцигской группы немцев и сегодня, 30 марта, штурмом овладели городом и крепостью Гданьск (Данциг) - важнейшим портом и первоклассной военно-морской базой немцев на Балтийском море»».
В Приказе упоминаются войска генерала - лейтенанта Анисимова.
98-й стрелковый корпус в период 14.1.45 по 3.4.45 г. с боями прошёл 530 км. и овладел городами Пултуск, Эльбинг, Грауденц, Диршау, Меве, Данциг. Войска генерала Анисимова пять раз упоминались в приказах Верховного Главнокомандующего Маршала Сталина. В ознаменование одержанных побед многие соединения и части корпуса, наиболее отличившиеся в боях при прорыве обороны и взятии Пултуска, Эльбинга, Грауденца, Данцига, были награждены орденами и получили почетные наименования.
К 14.4.45 года корпус, оттеснив противника на рубеж устье реки Висла, Херцберг (Эльстер), Готтсвальде, Вотцляфф, временно перешел к обороне и приводил части в порядок.
В течение апреля — мая 45 г. корпус в боевых действиях участия не принимал, несколько раз проводил передислокации в соответствии с планами командования.
С утра 9 мая во всех частях и штабах проводились митинги в связи с днем Победы.
На конец мая 1945 г. части корпуса дислоцируются в г. Штольц, Бельгард, Кезлин.
Расформирован корпус летом 1945 г

## Боевой состав и подчинение
| Дата       | Фронт, округ             | Армия                 | В составе (стрелковые части)                                                            |
| ---------- | ------------------------ | --------------------- | --------------------------------------------------------------------------------------- |
| 01.10.1943 | Московский военный округ |                       |                                                                                         |
| 01.11.1943 | Резерв Ставки            | 20-я армия            |                                                                                         |
| 01.01.1944 | 2-й Прибалтийский фронт  | 6-я гвардейская армия | 1-я стрелковая дивизия, 185-я стрелковая дивизия                                        |
| 01.02.1944 | Ленинградский фронт      | 42 армия              | 53-я гвардейская стрелковая дивизия, 326-я стрелковая дивизия                           |
| 01.03.1944 | Ленинградский фронт      | 42 армия              | 53-я гвардейская стрелковая дивизия, 245-я стрелковая дивизия, 326-я стрелковая дивизия |
| 01.04.1944 | Ленинградский фронт      | 67-я армия            | 53-я гвардейская стрелковая дивизия, 224-я стрелковая дивизия, 326-я стрелковая дивизия |
| 01.05.1944 | Ленинградский фронт      | 23 армия              | 142-я стрелковая дивизия, 372-я стрелковая дивизия                                      |
| 01.06.1944 | Ленинградский фронт      | 23 армия              | 177-я стрелковая дивизия, 281-я стрелковая дивизия, 372-я стрелковая дивизия            |
| 01.07.1944 | Ленинградский фронт      | 23 армия              | 92-я стрелковая дивизия, 281-я стрелковая дивизия, 381-я стрелковая дивизия             |
| 01.08.1944 | Ленинградский фронт      | 21 армия              | 177-я стрелковая дивизия, 281-я стрелковая дивизия, 381-я стрелковая дивизия            |
| 01.09.1944 | Ленинградский фронт      | 21 армия              | 177-я стрелковая дивизия, 281-я стрелковая дивизия, 381-я стрелковая дивизия            |
| 01.10.1944 | Резерв Ставки            | 2-я ударная армия     | 142-я стрелковая дивизия, 281-я стрелковая дивизия, 381-я стрелковая дивизия            |
| 01.11.1944 | 2-й Белорусский фронт    | 2-я ударная армия     | 142-я стрелковая дивизия, 281-я стрелковая дивизия, 381-я стрелковая дивизия            |
| 01.12.1944 | 2-й Белорусский фронт    | 2-я ударная армия     | 142-я стрелковая дивизия, 281-я стрелковая дивизия, 381-я стрелковая дивизия            |
| 01.01.1945 | 2-й Белорусский фронт    | 2-я ударная армия     | 142-я стрелковая дивизия, 281-я стрелковая дивизия, 381-я стрелковая дивизия            |
| 01.02.1945 | 2-й Белорусский фронт    | 2-я ударная армия     | 142-я стрелковая дивизия, 281-я стрелковая дивизия, 381-я стрелковая дивизия            |
| 01.03.1945 | 2-й Белорусский фронт    | 2-я ударная армия     | 142-я стрелковая дивизия, 281-я стрелковая дивизия, 381-я стрелковая дивизия            |
| 01.04.1945 | 2-й Белорусский фронт    | 2-я ударная армия     | 142-я стрелковая дивизия, 281-я стрелковая дивизия, 381-я стрелковая дивизия            |
| 01.05.1945 | 2-й Белорусский фронт    |                       | 142-я стрелковая дивизия, 281-я стрелковая дивизия, 381-я стрелковая дивизия            |

## Командование корпуса

### Командиры корпуса
Генерал-майор Якунин Николай Петрович 15.11.1943 — 10.05.1944
Генерал- майор, генерал-лейтенант Анисимов Георгий Иванович 11.05.1944 — 09.05.1945

### Начальники штаба
- Полковник Бабахин Николай Иванович до 20 января 1944 г.
- Соболев, Михаил Иванович (полковник)
- Полковник Соболев Михаил Иванович
- Полковник Уваров Сергей Иванович

### Заместители командира по политчасти
Полковник Кириченко Яков Николаевич

## Части и соединения, награждённые правительственными наградами и удостоенные почётных наименований за успешные боевые действия в составе 98 стрелкового корпуса
| Наименование части, соединения                                                | За что представлена (представлен)                 | Дата награждения и приказ                                                                                   | Награда, звание                                                                    |
| ----------------------------------------------------------------------------- | ------------------------------------------------- | --- | ---------------------------------------------------------------------------------- |
| 381-я стрелковая дивизия                                                      | За прорыв финской обороны на Карельском перешейке | Приказ Верховного Главнокомандующего № 0172 от 26.6.44 г., Указ Президиума Верховного Совета СССР 7.7.44 г. | Присвоено почётное наименование Ленинградская. Награждена Орденом Красного Знамени |
| 1263 стрелковый полк 381-й стрелковой дивизии                                 | За прорыв долговременной обороны севернее Пултуск | Указ Президиума Верховного Совета СССР 10.2.45 г.                                                           | Награждён Орденом Красного Знамени                                                 |
| 461 стрелковый полк 142-й стрелковой дивизии                                  | За прорыв долговременной обороны севернее Пултуск | Указ Президиума Верховного Совета СССР 10.2.45 г.                                                           | Награждён Орденом Красного Знамени                                                 |
| 927 Отдельный сапёрный батальон 98 стрелкового корпуса                        | За овладение г. Эльбинг                           | Приказ Верховного Главнокомандующего № 0061 5.4.45 г.                                                       | Присвоено почётное наименование Эльбингский                                        |
| 1062 стрелковый полк 281-й стрелковой дивизии                                 | За овладение г. Эльбинг г.                        | Приказ Верховного Главнокомандующего № 0061 5.4.45                                                          | Присвоено почётное наименование Эльбингский                                        |
| 1063 стрелковый полк 281-й стрелковой дивизии                                 | За овладение г. Эльбинг г.                        | Приказ Верховного Главнокомандующего № 0061 5.4.45                                                          | Присвоено почётное наименование Эльбингский                                        |
| 816 артиллерийский полк 281 стрелковой дивизии                                | За овладение г. Эльбинг                           | Приказ Верховного Главнокомандующего № 0061 5.4.45 г.                                                       | Присвоено почётное наименование Эльбингский                                        |
| 1066 стрелковый полк 281 стрелковой дивизии                                   | За овладение г. Эльбинг                           | Указ Президиума Верховного Совета СССР 5.4.45 г.                                                            | Награждён Орденом Суворова III ст                                                  |
| 341 отдельный истребительно — противотанковый дивизион 281 стрелковой дивизии | За овладение г. Эльбинг                           | Указ Президиума Верховного Совета СССР 5.4.45 г.                                                            | Награждён Орденом Александра Невского                                              |
| 142-я стрелковая дивизия                                                      | За овладение г. Грауденц                          | Приказ Верховного Главнокомандующего                                                                        | Присвоено почётное наименование Грудзяндская                                       |
| 1062 стрелковый полк 281-й стрелковой дивизии                                 | За овладение г. Диршау                            | Указ Президиума Верховного Совета СССР                                                                      | Награждён Орденом Красного Знамени                                                 |
| 588 стрелковый полк 142-й стрелковой дивизии                                  | За овладение г. Гданьском                         | | Награждён Орденом Суворова III ст                                                  |
| 461 стрелковый полк 142-й стрелковой дивизии                                  | За овладение г. Гданьском                         | | Присвоено почётное наименование Гданьский                                          |
| 334 артиллерийский полк 142-й стрелковой дивизии                              | За овладение г. Гданьском                         | | Награждён Орденом Суворова III ст                                                  |
| 935 артиллерийский полк 381-й стрелковой дивизии                              | За овладение г. Гданьском                         | | Награждён Орденом Красного Знамени                                                 |
| 927 Отдельный сапёрный батальон 98 стрелкового корпуса                        | За овладение г.Гданьском                          | | Награждён Орденом Красной Звезды                                                   |
| 281-я стрелковая дивизия                                                      | За овладение г. Гданьском                         | | Награждена Орденом Суворова II ст                                                  |
| 1261 стрелковый полк 381-й стрелковой дивизии                                 | За овладение г. Гданьском                         | | Награжден Орденом Суворова III ст                                                  |
| 1259 стрелковый полк 381-й стрелковой дивизии                                 | За овладение г. Гданьском                         | | Присвоено почётное наименование Гданьский                                          |
| 942 отдельный батальон связи                                                  | За овладение г. Гданьском                         | | Награждён Орденом Красной Звезды                                                   |

Список отличившихся частей и соединений указан по документам 98-го стрелкового корпуса.

## Памятники и мемориалы

Памятник воинам 23-й армии Ленинградского фронта

- На памятнике  воинам 23 армии Ленинградского фронта, участвовавшим в боях в июле 1944 года на реке Вуокса,  установленном  около посёлка   Барышево  Выборгского района Ленинградской области на высоте 44.5. близ берега реки, на которой шли бои,  есть мемориальная плита, посвящённая 98  стрелковому корпусу и дивизиям, входившим в его состав.